# Elezioni parlamentari in Albania del 2013
Le elezioni parlamentari in Albania del 2013 si sono tenute il 23 giugno.
I risultati hanno consegnato la vittoria alla coalizione Alleanza per un'Albania Europea guidata dal Partito Socialista d'Albania di Edi Rama. Il premier uscente Sali Berisha, leader dell'Alleanza per il Lavoro, la Prosperità e l'Integrazione guidata dal Partito Democratico d'Albania, ha ammesso la sconfitta il 26 giugno, ciò che è stato visto come un segno di crescente maturità democratica per il paese. La partecipazione al voto è stata del 53,52%.

## Contesto
Nessuna elezione parlamentare in Albania era stata riconosciuta libera e democratica a partire dal 1991, e la situazione era peggiorata a partire dal ritorno al potere del Partito Democratico d'Albania di Sali Berisha nel 2005, in elezioni definite "deludenti" dagli osservatori OSCE per irregolarità quali compravendita dei voti, intimidazioni e violenze elettorali da entrambe le parti.
Nonostante la vittoria dell'opposizione socialista alle elezioni amministrative del 2007, dopo averne minacciato il boicottaggio, il Partito Socialista d'Albania non era riuscito a conquistare la maggioranza alle elezioni del 2009, decise da 15.000 voti a favore della coalizione uscente. Il PS non ha riconosciuto il carattere democratico di tali elezioni ed ha boicottato il Parlamento albanese per due anni. Nel 2011 le contestatissime elezioni amministrative hanno visto il leader socialista Edi Rama perdere la carica di sindaco di Tirana a favore del delfino del PDA Lulzim Basha. Nelle successive proteste di piazza la polizia sparò sui manifestanti, provocando 4 morti e 150 feriti.

La Commissione europea, nel frattempo, rigettava ogni anno la candidatura di adesione all'UE del paese, indicando che l'Albania 
potrà ricevere lo status ufficiale di paese candidato all'adesione all'UE solo a seguito del completamento di misure chiave nell'area della riforma della giustizia e della pubblica amministrazione, e della revisione delle regole di procedura parlamentare. Per fare ulteriori passi avanti ed avviare i negoziati d'adesione, l'Albania dovrà in particolare dimostrare una duratura messa in atto degli impegni presi e il completamento delle rimanenti priorità. Il focus dovrà essere sullo stato di diritto e sui diritti fondamentali. Un dialogo politico sostenibile resta essenziale per un processo di riforma di successo. La condotta delle elezioni del 2013 sarà un test cruciale a tale scopo, e una precondizione per una eventuale raccomandazione [al Consiglio UE] per l'apertura dei negoziati d'adesione
Il 2012 ha segnato un miglioramento del clima elettorale nel paese, con modifiche bipartisan al codice elettorale viste positivamente da UE e OSCE.
Il governo uscente ha puntato sul successo dell'adesione dell'Albania alla NATO nel 2009, e sulla liberalizzazione dei visti Schengen concessa dall'UE nel 2010; Sali Berisha ha tuttavia sofferto di una immagine autoritaria, e della crescente percezione di criminalità e corruzione nel paese. Lo sfidante Edi Rama ha puntato sul tema dell'integrazione europea e della redistribuzione sociale, tramite welfare finanziato da un'imposta progressiva sui redditi.

## Sistema elettorale
I 140 membri del Parlamento albanese sono stati eletti in 12 collegi plurinominali, corrispondenti alle 12 regioni del paese. All'interno dei collegi, i seggi sono stati assegnati tramite sistema proporzionale a lista chiusa, con una soglia di sbarramento del 3% per i partiti e del 5% per le alleanze.
I seggi sono stati allocati alle alleanza tramite il metodo d'Hondt, e ai partiti tramite il metodo Sainte-Laguë.

## Coalizioni
Due principali coalizioni si sono presentate alle elezioni, assieme ad altri quattro partiti e due candidati indipendenti. In totale si sono presentati alle elezioni 66 partiti.
- L'Alleanza per il Lavoro, la Prosperità e l'Integrazione (Aleanca për Punësim, Mirëqenie dhe Integrim) era la coalizione di 25 partiti di centro e centrodestra, guidata dal primo ministro uscente Sali Berisha.
- L'Alleanza per una Albania Europea (Aleanca për Shqipërinë Europiane) era la coalizione di 37 partiti d'opposizione, guidata dallo sfidante Edi Rama.

## Condotta delle elezioni
La Commissione Elettorale Centrale è stata criticata per non aver rimpiazzato tre dei sette membri del comitato che si erano dimessi in aprile a seguito di una disputa tra governo e opposizione.
Durante il giorno del voto, una sparatoria a Laç ha causato la morte dell'attivista LSI Gjon Pjeter Gjoni e il ferimento del candidato PD Mhill Fufi.

Secondo una prima valutazione dell'OSCE, le elezioni parlamentari del 23 giugno si sono svolte “in maniera competitiva, con la partecipazione attiva dei cittadini in tutta la campagna e un genuino rispetto delle libertà fondamentali. Tuttavia, il clima di sfiducia tra le due principali forze politiche ha contaminato il clima elettorale e ha reso più difficile l'amministrazione di tutto il processo elettorale”.
“Il boicottaggio della Commissione elettorale centrale da parte dei partiti di opposizione dopo l'esonero controverso di uno dei suoi membri ha fatto sì che essa abbia condotto il resto del suo lavoro senza il quorum necessario per prendere decisioni chiave”, sottolinea l'OSCE.
Le elezioni “sono state libere e abbastanza democratiche“ [free and quite fair] secondo il parere personale di Roberto Battelli, a capo della missione OSCE.

## Conseguenze
Lo stesso giorno delle elezioni, tanto Sali Berisha quanto Edi Rama proclamarono vittoria. Nel suo discorso della vittoria il 25 giugno Edi Rama dichiarò: "Sarò io il vostro primo ministro, ma anche il vostro primo servo. Il dovere sarà mio, l'autorità vostra." Il 26 giugno, a conta dei voti terminata, il premier uscente Sali Berisha ha accettato pubblicamente i risultati, assunto responsabilità per la sconfitta, e si è dimesso dalle sue cariche nel Partito Democratico, augurando buon lavoro allo sfidante nel nuovo incarico. Lulzim Basha ha preso il suo posto come leader dell'opposizione. Edi Rama si è dato come priorità per il nuovo governo albanese l'ingresso nell'Unione europea entro dieci anni.
Le elezioni sono state viste come un segnale positivo nella maturazione democratica dell'Albania. Il dibattito elettorale si è concentrato sui temi sociopolitico (sviluppo, disoccupazione, corruzione, emigrazione), mentre i temi nazionalisti (come la Grande Albania) propagandati da partiti quali l'Alleanza Rosso e Nero non hanno fatto breccia nell'elettorato.

## Risultati
| Liste                                                  | Voti      | %     | Seggi |
| ------------------------------------------------------ | --------- | ----- | ----- |
| Partito Socialista d'Albania                           | 713 407   | 41,36 | 65    |
| Movimento Socialista per l'Integrazione                | 180 470   | 10,46 | 16    |
| Partito dell'Unione per i Diritti Umani                | 14 722    | 0,85  | 1     |
| Partito della Socialdemocrazia d'Albania               | 11 891    | 0,69  | –     |
| Partito Socialdemocratico d'Albania                    | 10 220    | 0,59  | –     |
| Alleanza Popolare                                      | 8 927     | 0,52  | –     |
| Partito Democristiano d'Albania                        | 7 993     | 0,46  | 1     |
| Vero Partito Socialista '91                            | 6 135     | 0,36  | –     |
| Partito Democratico per l'Integrazione e la Prosperità | 4 550     | 0,26  | –     |
| Altri <0,25%                                           | 35 589    | 2,06  | –     |
| Totale                                                 | 993 904   | 57,63 | 83    |
| Partito Democratico d'Albania                          | 528 373   | 30,63 | 50    |
| Partito Repubblicano d'Albania                         | 52 168    | 3,02  | 3     |
| Partito per la Giustizia, l'Integrazione e l'Unità     | 44 957    | 2,61  | 4     |
| Partito Cristiano Democratico                          | 13 288    | 0,77  | –     |
| Legalità e Unità della Destra                          | 6 089     | 0,35  | –     |
| Movimento per lo Sviluppo Nazionale                    | 5 429     | 0,31  | –     |
| Partito Fronte Nazionale                               | 4 868     | 0,28  | –     |
| Altri <0,25%                                           | 25 505    | 1,48  | –     |
| Totale                                                 | 680 677   | 39,46 | 57    |
| Nuovo Spirito Democratico                              | 29 310    | 1,70  | –     |
| Alleanza Rosso Nera                                    | 10 196    | 0,59  | –     |
| Dritan Vlash Prifti                                    | 6 164     | 0,36  | –     |
| Altri <0,25%                                           | 4 528     | 0,26  | –     |
| Totale                                                 | 1 724 779 | 100   | 140   |